# Unión de Aariania
La Unión de Aariania (llamada  oficialmente en inglés Aarianian Union) fue una micronación cuya forma de gobierno era la de unión de estados federados.

## Localización
Se localizaba en la ciudad de Charlotte, Carolina del Norte (Estados Unidos) y abarcaba varios de sus barrios.

## Historia
Fue creada de manera unilateral el 11 de febrero de 2011, por Aaron Green, en su localidad natal con un objetivo:

El objetivo principal de Aariania es expandir y promover la importancia de la diversidad étnica, así como convertirse en un refugio seguro para quienes desean buscar refugio de los problemas en los Estados Unidos, principalmente el racismo y otras formas de discriminación. Aariania desea proporcionar un ambiente seguro para todas las razas, religiones, géneros, preferencias sexuales, países de origen y etnias. Aariania quiere un país lleno de culturas exóticas y diversas donde todos se lleven bien, además de abrazar la herencia sureña de una manera pacífica y aceptable.

## Organización territorial
Estaba formado por la unión de 16 provincias y un territorio organizado:

### Provincias
- Aldonia
- Ascovia
- Couvyne
- Durango
- Ellington
- Frisco
- Glyceland
- Hewita
- Menjasovia
- Neosaldia
- Oakansas
- Ogjeksia
- Topeka
- Vanord
- Vescambia
- Yapton

### Territorio organizado
- Dolkybia